# فينث (لاعب كرة قدم)
فينث (28 فبراير 1988 في الهند - ) هو لاعب كرة قدم هندي في مركز الوسط. شارك مع منتخب الهند لكرة القدم. أما مع النوادي، فقد لعب مع نادي بنغالورو ونادي شيراغ يونايتد كيرلا وUnited SC ‏ ونادي كيرلا بلاستيرز.

## وصلات خارجية
- فينث على موقع قاعدة بيانات كرة القدم.إي يو (الإنجليزية)
- فينث على موقع ناشيونال فوتبول تيمز (الإنجليزية)
- فينث على موقع Soccerway.com (الإنجليزية)
- فينث على موقع عالم كرة القدم.نت (الإنجليزية)